# Scilla petersii
Scilla petersii là một loài thực vật có hoa trong họ Măng tây. Loài này được Engl. miêu tả khoa học đầu tiên năm 1895.